# Янский, Ян

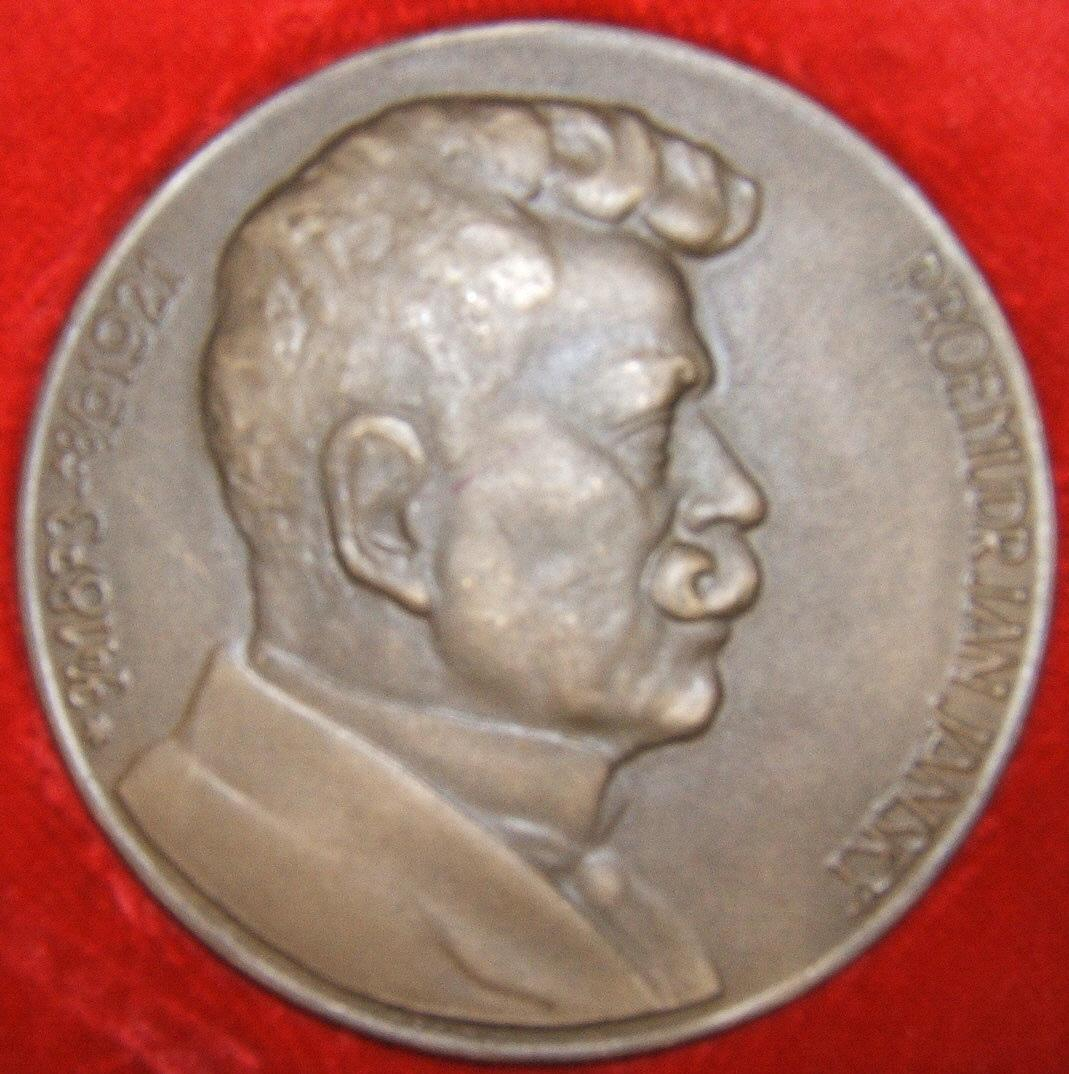
Ян Янский на бронзовой медали Янского

Ян Янский (чеш. Jan Janský); 3 апреля 1873 года, Прага, Чехия — 8 сентября 1921 года, Черношице, Чехословакия) — чешский серолог, невролог и психиатр. Первым в мире предложил классификацию крови по четырём группам.
Янский изучал медицину в Карловом университете. С 1899 года работал в пражской психиатрической клинике. В 1914 году был удостоен звания профессора. Во время Первой мировой войны служил войсковым врачом, пока из-за сердечного приступа не демобилизовался. После войны работал нейропсихиатром в военном госпитале. Болел стенокардией, умер от ишемической болезни сердца.
Янский выступал за добровольную сдачу крови.

## Классификация крови
В рамках психиатрических исследования Янский пытался установить взаимосвязь между душевными расстройствами и болезнями крови. Такой зависимости он не нашёл, о чём опубликовал работу «Hematologická studie u psychotiků» (1907). Помимо прочего, в этой публикации он классифицировал кровь по четырём группам: I, II, III, IV — но в то время этот факт остался незамеченным. В 1921 году американская медицинская комиссия признала приоритет Янского в классификации по четырём группам перед Карлом Ландштайнером, который в своей классификации привёл только три группы крови, однако получил за своё открытие Нобелевскую премию 1930 года. Классификация Янского используется и в настоящее время. Помимо Янского четыре группы крови выделял Уильям Лоренцо Мосс, однако обозначил I и IV группы противоположно системе чешского серолога, что приводило к ошибкам при переливании крови, пока стандартным не стало обозначение с использованием символов «A», «B» и «0».

## Наследие
- Доноры Чехии и Словакии награждаются за значительное количество сданной крови медалью Янского.
- Чехословацкий художественный фильм «Tajemství krve» («Тайны крови») посвящён открытию Янского[5].